# Marlo Thomas

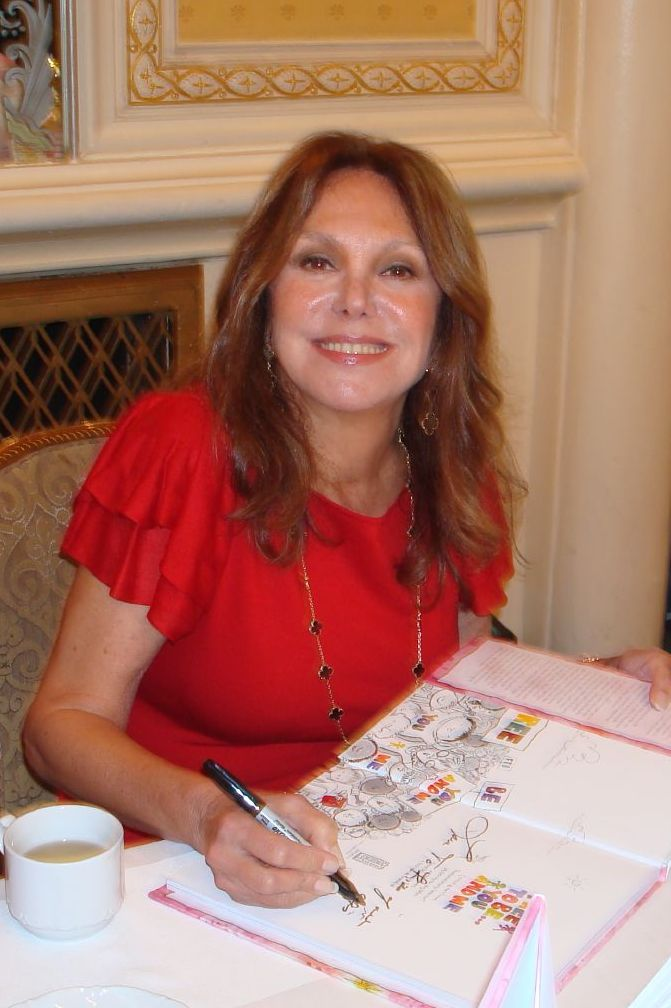
Marlo Thomas im September 2008

Margaret Julia „Marlo“ Thomas (* 21. November 1937 in Detroit, Michigan) ist eine US-amerikanische Schauspielerin und Produzentin, die ihren Durchbruch 1965 durch die Hauptrolle in der Fernsehserie Süß, aber ein bisschen verrückt feiern konnte. Sie wirkte seitdem in einer Vielzahl von Serien- und Filmproduktionen mit und betätigte sich zudem als Autorin, Hörbuchsprecherin sowie für Wohltätigkeitsorganisationen. Thomas wurde für ihre Arbeit mehrfach ausgezeichnet, unter anderem mit vier Emmys, einem Golden Globe und einem Grammy. 2014 wurde ihr die Presidential Medal of Freedom verliehen.

## Leben

### Kindheit und Jugend
Marlo Thomas wurde am 21. November 1937 als erstes von insgesamt drei Kindern des Schauspielers und Komikers Danny Thomas und seiner Frau Rose Marie Cassaniti in Detroit geboren. Ihre Schwester Terre Thomas wurde ebenfalls Schauspielerin, ihr Bruder Tony Thomas Fernseh- und Filmproduzent.
Thomas wuchs in Beverly Hills auf. Ihre Eltern gaben ihr den Spitznamen Margo, aus dem später ihr Künstlername Marlo wurde. Sie besuchte die Marymount High School in Los Angeles, ehe sie ihren Hochschulabschluss an der University of Southern California abschloss.

### Karriere

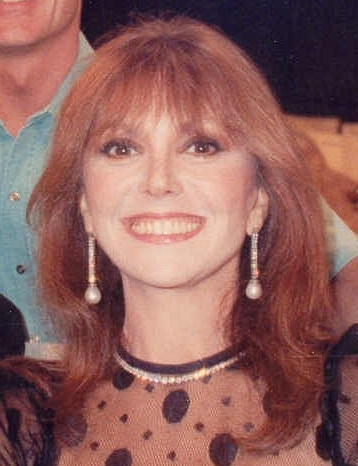
Marlo Thomas bei den Emmy Awards, 1989

Marlo Thomas begann ihre Laufbahn als Schauspielerin 1960 mit Auftritten in einigen bekannten Fernsehserien. 1965 wurde sie von Mike Nichols für die weibliche Hauptrolle im Theaterstück Barefoot in the Park gecastet.
1965 erreichte Thomas den Durchbruch als Fernsehschauspielerin in der Sitcom Süß, aber ein bisschen verrückt, in der sie die Hauptrolle als Ann Marie übernahm. Die von der American Broadcasting Company produzierte Serie lief sechs Jahre lang und brachte es auf insgesamt 136 Episoden in fünf Staffeln.
Nach Süß, aber ein bisschen verrückt spielte Thomas weiterhin vorwiegend in Fernsehserien mit, nahm jedoch nun auch Rollen in Kino- sowie Fernsehfilmen an. Sie trat außerdem weiterhin gelegentlich am Theater auf (darunter am Broadway in New York) und betätigte sich als Produzentin für Hörspiele. Thomas ist bis heute als Stargast in Fernsehserien und Filmen zu sehen.
2010 veröffentlichte sie ihre Memoiren unter dem Titel Growing Up Laughing. Des Weiteren ist sie Autorin von Selbsthilfebüchern und Ratgebern. Für ihre Verdienste wurde Marlo Thomas mit einigen der wichtigsten Preise der Unterhaltungsbranche ausgezeichnet. 2014 verlieh ihr der damalige US-Präsident Barack Obama die Presidential Medal of Freedom, die höchste zivile Auszeichnung der Vereinigten Staaten.

### Privatleben
Marlo Thomas war von 1980 bis zu seinem Tod im Jahre 2024 mit dem Journalisten, Autor und Fernsehmoderator Phil Donahue verheiratet. Das Paar hatte keine gemeinsamen Kinder, lebte jedoch mit Donahues fünf Kindern aus erster Ehe zusammen. Thomas setzt sich privat für Wohltätigkeitsorganisationen ein und ist Botschafterin sowie Sprecherin (National Outreach Director) des St. Jude Children’s Research Hospital in Tennessee, das 1962 von ihrem Vater Danny Thomas gegründet wurde. 2014 erhielt ein Neubau der Klinik ihr zu Ehren den Namen Marlo Thomas Center for Global Education and Collaboration.

## Auszeichnungen
- 1967: Golden Globe Award als Beste Darstellerin in einer Fernsehserie (Süß, aber ein bisschen verrückt)
- 1974: Emmy in der Kategorie Outstanding Children's Special (Free to Be...You & Me)
- 1981: Emmy in der Kategorie Outstanding Individual Achievement in Children's Programming (The Body Human: Facts for Girls)
- 1986: Emmy in der Kategorie Outstanding Lead Actress in a Miniseries or a Special (Nobody’s Child)
- 1989: Emmy in der Kategorie Outstanding Children's Program (Free to be...a Family)
- 1992: Stern auf dem Hollywood Walk of Fame
- 1996: Lucy Award
- 2000: Excellence in Media Award
- 2004: TV Land Award in der Kategorie Favorite Fashion Plate – Female
- 2006: Grammy für das beste gesprochene Album für Kinder (Marlo Thomas & Friends: Thanks & Giving All Year Long, auch Produzentin)
- 2014: Presidential Medal of Freedom

## Filmografie (Auswahl)

### Filme
- 1970: Jenny
- 1977: Thieves
- 1993: Falling Down – Ein ganz normaler Tag (Falling Down)
- 1997: Echt Blond (The Real Blonde)
- 1998: Starstruck
- 1999: Rent a Man – Ein Mann für gewisse Sekunden (Deuce Bigalow: Male Gigolo)
- 2012: LOL
- 2017: The Female Brain
- 2018: Ocean’s 8

### Fernsehen

#### Fernsehserien
- 1960: 77 Sunset Strip (eine Folge)
- 1964: Bonanza (eine Folge)
- 1964: Mein Onkel vom Mars (My Favorite Martian, eine Folge)
- 1965–1971: Süß, aber ein bisschen verrückt  (That Girl, 136 Folgen)
- 1996: Roseanne (eine Folge)
- 1996, 2002: Friends (drei Folgen)
- 1999: Frasier (drei Folgen)
- 2000: Ally McBeal (zwei Folgen)
- 2004: Law & Order: Special Victims Unit (vier Folgen)
- 2007: Ugly Betty (eine Folge)
- 2012: The New Normal (eine Folge)
- 2015: Ballers (eine Folge)

#### Fernsehfilme
- 1977: It Happened One Christmas (Remake von Ist das Leben nicht schön?)
- 1984: The Lost Honor of Kathryn Beck (nach dem Roman Die verlorene Ehre der Katharina Blum)
- 1985: Wie sag ich′s meinen Eltern (Consenting Adult)
- 1986: Nobody’s Child
- 1991: In der Gewalt der anderen (Held Hostage: The Sis and Jerry Levin Story)
- 1994: Angeklagt – Der Vater (Ultimate Betrayal)
- 1994: Der Ruf des Todes (Reunion)

## Diskografie (Auswahl)
- 1972: Free to Be...You & Me (US: Gold)[3]

## Bibliografie (Auswahl)
- The Right Words at the Right Time. Simon & Schuster, New York 2004, ISBN 978-0-7434-4650-1.
- Zusammen mit Bruce Kluger, Carl Robbins & David Tabatsky: The Right Words at the Right Time Volume 2: Your Turn!, Volume 2. Simon & Schuster, New York 2007, ISBN 978-0-7434-9744-2.
- Growing Up Laughing: My Story and the Story of Funny. Hachette UK, London 2010, ISBN 978-1-4013-9617-6.
- It Ain’t Over...Till It’s Over: Reinventing Your Life – and Realizing Your Dreams – Anytime, at Any Age. Simon & Schuster, New York 2014, ISBN 978-1-4767-3993-9.
- Zusammen mit Phil Donahue: What Makes a Marriage Last: 40 Celebrated Couples Share with Us the Secrets to a Happy Life. HarperCollins, New York 2020, ISBN 978-0-06-298259-9.